# 뱌체슬라프 페레테이코
뱌체슬라프 드미트리예비치 페레테이코(우즈베크어: Vyacheslav Dmitriyevich Pereteyko, 러시아어: Вячесла́в Дми́триевич Перете́йко, 1980년 12월 19일~)는 우즈베키스탄의 유도 선수, 지도자이다. 2004년 하계 올림픽 남자 미들급에 우즈베키스탄 국가대표로 참가했으며 아시안 게임 동메달 1개(2002)를 획득했다.